# Indonezia la Jocurile Olimpice de vară din 2016
Indonezia a participat la Jocurile Olimpice de vară din 2016 de la Rio de Janeiro în perioada 5 – 21 august 2016, cu o delegație de 28 de sportivi, care a concurat în șapte sporturi. Cu un total de trei medalii, inclusiv una de aur, Indonezia s-a aflat pe locul 46 în clasamentul final.

## Participanți
Delegația indoneziană a cuprins 28 de sportivi: 17 bărbați și 11 femei. Cel mai tânăr atlet din delegația a fost canotoarea Dewi Yuliawati (19 de ani), cel mai vechi a fost jucătorul de badminton Hendra Setiawan (32 de ani).
| Sport        | Masculin | Feminin | Total |
| ------------ | -------- | ------- | ----- |
| Atletism     | 1        | 1       | 2     |
| Badminton    | 5        | 5       | 10    |
| Canotaj      | 1        | 1       | 2     |
| Ciclism      | 1        | 0       | 1     |
| Haltere      | 5        | 2       | 7     |
| Natație      | 1        | 1       | 2     |
| Tir cu arcul | 3        | 1       | 4     |
| Total        | 17       | 11      | 28    |

## Medalii

### Medaliați
| Medalie | Nume                         | Sport     | Probă          | Dată      |
| ------- | ---------------------------- | --------- | -------------- | --------- |
| Aur     | Tontowi Ahmad Lilyana Natsir | Badminton | Dublu mixt     | 17 august |
| Argint  | Sri Wahyuni Agustiani        | Haltere   | 48 kg feminin  | 6 august  |
| Argint  | Eko Yuli Irawan              | Haltere   | 62 kg masculin | 8 august  |

### Medalii după sport
| Sport     | Aur | Argint | Bronz | Total |
| Badminton | 1   | 0      | 0     | 1     |
| Haltere   | 0   | 2      | 0     | 2     |
| Total     | 1   | 2      | 0     | 3     |